# NaN
NaN (Engels: Not a Number) is in de informatica de aanduiding voor een resultaat van een wiskundige berekening dat niet als gewoon getal herkend wordt. Vrijwel altijd gaat het om berekeningen met zwevendekommagetallen.
Het kan binnen deze context het resultaat zijn van:
- 0 gedeeld door 0 (ieder ander getal gedeeld door 0 geeft doorgaans een positieve of negatieve oneindigheid, ±∞, wanneer de getallen vanwege beperkte precisie als inexact aangemerkt worden),
- de evenmachtswortel van een negatief getal (behalve bij gebruik van complexe getallen),
- de tangens of cotangens van hoeken van respectievelijk oneven of even veelvouden van 90°,
- de arcsinus of arccosinus van een getal kleiner dan −1 of groter dan 1,
- iedere berekening waar een NaN bij betrokken is. Met andere woorden: een NaN propageert.

NaN vertegenwoordigt dus een waarde die niet als gewoon getal herkend wordt. NaN verschilt van oneindig in die zin, dat NaN aangeeft dat ook de limiet van de uitdrukking niet gedefinieerd is en in het bijzonder niet oneindig is.